# Agencia de Prensa Saudita
La Agencia de Prensa Saudita (SPA por sus siglas en inglés: Saudi Press Agency; en árabe: وكالة الأنباء السعودية‎  ) es la agencia de noticias oficial del gobierno de Arabia Saudita.

## Historia y trabajo
La agencia se estableció en 1970, convirtiéndose no solo en la primera agencia nacional de noticias en Arabia Saudita, sino también en la primera agencia de noticias en la región del Golfo Pérsico. El principal objetivo de su creación fue servir como el organismo central que se encargara de recopilar y distribuir noticias locales e internacionales tanto en Arabia Saudita como en el extranjero. 
La SPA está bajo tutela del Ministerio de Medios y, por tanto, su presidente depende directamente de la oficina del Ministro. La SAP se encarga de proporcionar a los periódicos la directriz y línea editorial que deben seguir en sus informes noticiosos.  La Agencia publica noticias en árabe y en inglés y tiene oficinas en Bonn, El Cairo, Londres, Túnez y Washington. 
A finales de mayo de 2012, el Consejo de Ministros de Arabia Saudita decidió separar la Televisión y Radio estatal de la Agencia de Prensa Saudita, convirtiéndolas en dos corporaciones independientes.
El mismo año, la SPA se sometió a una reestructuración para dar mayor cobertura a temas de interés nacional, regional e internacional, en especial los relacionados con el país. Además, se conformó una presidencia y el ministro de medios se convirtió en presidente de la junta directiva de la agencia. 
En noviembre de 2013, la SPA firmó un acuerdo de intercambio de noticias con la Agencia Anadolu, la agencia oficial de noticias de Turquía.

### Actividades
La agencia organizó el cuarto Congreso Mundial de Agencia de Noticias (NAWC) en Riad en 2013.